# Woodbury (condado de Orange, Nueva York)
Woodbury es un pueblo y villa ubicada en el condado de Orange en el estado estadounidense de Nueva York. En el año 2000 tenía una población de 9,460 habitantes y una densidad poblacional de 101 personas por km².

## Geografía
Woodbury se encuentra ubicado en las coordenadas 41°20′54″N 74°07′31″O / 41.34833, -74.12528. Según la Oficina del Censo, la ciudad tiene un área total de 96 km² (37,1 mi²), de la cual 94 km² (36,3 mi²) es tierra y 3 km² (1,2 mi²) (2.72%) es agua.

## Demografía
Según la Oficina del Censo en 2000 los ingresos medios por hogar en la localidad eran de $79,087, y los ingresos medios por familia eran $84,156. Los hombres tenían unos ingresos medios de $59,744 frente a los $37,695 para las mujeres. La renta per cápita para la localidad era de $28,566. Alrededor del 3.3% de la población estaban por debajo del umbral de pobreza.